# Drogarati-Höhle
Die Drogarati-Höhle (griechisch Σπήλαιο Δρογκαράτης Spíleo Drogarátis) ist eine Schauhöhle auf der griechischen Insel Kefalonia. Aufgrund ihrer besonderen Akustik wird sie gelegentlich für Konzerte genutzt.

## Lage
Die Höhle befindet sich etwa 3 Kilometer südwestlich von Sami in 120 m Höhe über dem Meeresspiegel. Die nächstgelegene Ortschaft ist Chaliotata (Χαλιωτάτα). 2,8 Kilometer nördlich befindet sich die Schachthöhle Zervati, 3,3 Kilometer nördlich die mit Touristenbooten befahrbare Melissani-Höhle. Weitere Höhlen in der Umgebung sind der Theodoros-Kessel und das Einsturzbecken Eleusa.

## Beschreibung
Die mehr als 150 Millionen Jahre alte Drogarati-Höhle ist seit über 300 Jahren bekannt, als ihre Decke bei einem Erdbeben teilweise einstürzte und die Doline entstand, die bis heute den Zugang bildet. Die Speläologen Anna und Yiannis Petrochilos erforschten die Höhle, bevor sie 1963 für das Publikum geöffnet wurde. Eine Treppe führt durch die mit Bäumen bewachsene Doline zunächst zum sogenannten „königlichen Balkon“, einer natürlichen Plattform, von der aus der große Saal der Höhle überblickt werden kann. Ein Rundweg führt über den Boden des Raums zum Zugang zurück. Der Saal ist 65 m lang, 45 m breit und etwa 20 m hoch. Ein sich daran anschließendes 2 km langes Labyrinth aus zahlreichen Gängen und Kammern ist für Besucher nicht zugänglich. Die Höhle weist zahlreiche Stalaktiten und Stalagmiten auf, von denen viele jedoch abgebrochen sind. Die Temperatur beträgt ganzjährig 18 °C. Die Luftfeuchtigkeit liegt bei 90 %.
Die gewaltige Höhle wird wegen ihrer bemerkenswerten Akustik gelegentlich für Konzerte genutzt. Hier sangen schon die Sopranistinnen Maria Callas und Maria Farantouri.